# Ernesto Canto
Pour les articles homonymes, voir Canto.
Ernesto Canto Gudiño (né le 18 octobre 1959 à Mexico et mort le 20 novembre 2020) est un athlète mexicain spécialiste de la marche athlétique.

## Carrière
Commençant la marche athlétique à l'âge de treize ans, Ernesto Canto décroche ses premiers titres internationaux en catégorie junior. Il remporte sur 10 km les Championnats d'Amérique centrale et de la Caraïbe junior 1973 et 1976, ainsi que les Championnats des Amériques juniors 1977. En 1980, il établit en 1 h 19 min 1 s la meilleure performance mondiale de l'année sur 20 km marche, mais une blessure l'empêche de participer aux Jeux olympiques d'été de Moscou.
En 1983, le mexicain remporte le 20 km marche des Jeux panaméricains de Cali, avant de s'imposer quelques semaines plus tard lors des premiers championnats du monde tenus à Helsinki avec le temps de 1 h 20 min 49 s. L'année suivante, Ernesto Canto établit une nouvelle fois la meilleure performance du 20 km marche avec 1 h 18 min 18 s avant d'améliorer celle de l'heure en parcourant 15 253 m. 
Favori des Jeux olympiques d'été de 1984 à Los Angeles, il monte sur la plus haute marche du podium avec le temps de 1 h 23 min 13 s, devançant de sept secondes seulement son compatriote Raúl González. Il participera à deux autres éditions des Jeux Olympiques, en 1988 où il sera disqualifié et en 1992 où il terminera à la 29ème place. 
Il remporte la Coupe panaméricaine de marche en 1990.

## Palmarès
| Date | Compétition                                      | Lieu                       | Résultat | Discipline      |
| ---- | ------------------------------------------------ | -------------------------- | -------- | --------------- |
| 1979 | Championnats d'Amérique centrale et des Caraïbes | Guadalajara                | 2e       | 20 km marche    |
| 1981 | Coupe du monde de marche                         | Valence                    | 1er      | 20 km marche    |
| 1982 | Jeux d'Amérique centrale et des Caraïbes         | La Havane                  | 1er      | 20 km marche    |
| 1983 | Championnats du monde                            | Helsinki                   | 1er      | 20 km marche    |
| 1983 | Jeux panaméricains                               | Caracas                    | 1er      | 20 km marche    |
| 1983 | Coupe du monde de marche                         | Bergen                     | 2e       | 20 km marche    |
| 1984 | Jeux olympiques                                  | Los Angeles                | 1er      | 20 km marche    |
| 1985 | Championnats d'Amérique centrale et des Caraïbes | Nassau                     | 1er      | 20 km marche    |
| 1986 | Jeux d'Amérique centrale et des Caraïbes         | Santiago de los Caballeros | 1er      | 20 km marche    |
| 1987 | Championnats du monde en salle                   | Indianapolis               | 3e       | 5 km marche     |
| 1989 | Championnats d'Amérique centrale et des Caraïbes | San Juan                   | 2e       | 20 km marche    |
| 1990 | Jeux d'Amérique centrale et des Caraïbes         | Mexico                     | 1er      | 20 km marche    |
| 1990 | Goodwill Games                                   | Seattle                    | 1er      | 20 000 m marche |
| 1991 | Coupe du monde de marche                         | San José                   | 2e       | 20 km marche    |